# Hoehenhof
Hoehenhof (en luxembourgeois : Héienhaff, en allemand : Höhenhof) est une localité de la commune de Niederanven au Luxembourg.

## Histoire
La localité a été rasée pour permettre la construction de l'aéroport de Luxembourg-Findel. Le site accueille actuellement le Cargocenter et un centre de maintenance de Cargolux, un bureau des Douanes et un centre de recyclage.
Dans le cadre de la mise en place d'une ligne de tramway, un boulevard portant le nom de la localité disparue est prévu.